# Wind Innovation
Die Wind Innovation ist ein Wohnschiff für den Einsatz beim Bau von Offshore-Windparks. Das Schiff wurde 1999 als geophysikalisches Forschungs- und Vermessungsschiff gebaut und Ende 2015 zum Wohnschiff umgebaut.

## Geschichte

### Forschungsschiff
Das Schiff wurde unter der Baunummer 150 von der Mjellem & Karlsen Verft als geophysikalisches Forschungsschiff für die norwegische Reederei Eidesvik gebaut. Der Rumpf wurde von Stocznia Gdynia zugeliefert. Der Bauvertrag wurde am 27. März 1998 geschlossen. Die Kiellegung fand am 1. Mai, der Stapellauf am 13. Dezember 1998 statt. Die Fertigstellung des Schiffes erfolgte am 26. Mai 1999. Das Schiff, das unter norwegischer Flagge mit Heimathafen Haugesund in Fahrt kam, wurde im Juni 1999 in Dienst gestellt.
Das Schiff war zunächst unter dem Namen Veritas Viking II für acht Jahre an das Unternehmen Veritas DGC verchartert. 2007 wurde die Charter von dem neuen Unternehmen CGGVeritas (Compagnie Générale de Géophysique-Veritas), in der Veritas DGC aufgegangen war, um sechs Jahre verlängert. Das Schiff wurde nun als Viking II betrieben.

### Wohnschiff
Im Sommer 2015 wurde das Schiff an das Unternehmen C-bed verkauft und Anfang Oktober des Jahres übergeben. Anschließend wurde das Schiff auf der Fayard-Werft im dänischen Munkebo zum Wohnschiff für den Einsatz beim Bau von Offshore-Windparks umgebaut. Der Entwurf dafür stammte von Wärtsilä Ship Design, die ursprünglich auch die Schiffsklasse entworfen hatten. C-bed brachte das Schiff unter die Flagge des Vereinigten Königreichs, neuer Heimathafen wurde London.

## Technische Daten und Ausstattung
Das Schiff wird von zwei MaK-Dieselmotoren des Typs 9M32 mit je 4320 kW Leistung angetrieben. Die Motoren wirken über Untersetzungsgetriebe auf zwei Propeller. Als Querstrahlsteueranlagen stehen zwei Brunvoll FU 63 mit 1.200 kW Leistung im Bugbereich und ein Brunvoll FU 63 mit 1.200 kW Leistung sowie ein Brunvoll FU 80 mit 1.425 kW Leistung im Heckbereich sowie zusätzlich ein ausfahrbarer Aquamaster-Ruderpropeller mit 1.200 kW Leistung zur Verfügung. Das Schiff verfügt damit über ein System zur dynamischen Positionierung.
Für die Stromerzeugung stehen zwei Generatorsätze und ein Notgenerator zur Verfügung. Die Generatoren stammten ursprünglich von Mitsubishi (Typ: S6R-MPTA). Sie wurden beim Umbau des Schiffes durch zwei Caterpillar-Generatoren (Typ: 3516 DITA) mit jeweils 2250 kW Leistung ersetzt. Bei dem Notgenerator handelt es sich um einen Mitsubishi S6B3-MPTK mit 570 kW Leistung.
Das Schiff ist im Achterschiffsbereich mit einem Helipad ausgerüstet. Das Deck hat ein Durchmesser von 22,2 m und kann mit maximal 11,9 t belastet werden. Das Helipad kann von Hubschraubern des Typs Sikorsky S-62 angeflogen werden.
Im Mittschiffsbereich befindet sich auf der Backbordseite ein Kran des Herstellers Norcrane, der 5 t heben kann. Vor dem Umbau waren auf beiden Seiten des Schiffes Krane installiert. Ein weiterer Kran befand sich im Vorschiffsbereich vor dem Deckshaus. Auf dem Achterdeck wurde auf der Steuerbordseite eine ausfahrbare, bis zu 23,4 m lange Gangway installiert, die es Arbeitern nach dem Positionierungsstandard „DP2 Walk to Work“ erlaubt, gefahrlos vom Schiff auf Offshore-Anlagen überzusteigen, indem sie die Bewegungen des Schiffes im Seegang ausgleicht. An Bord können 12 20-Fuß-Container geladen werden.
Das Deckshaus mit der Kommandobrücke befindet sich im vorderen Bereich des Schiffes. Hier befinden sich auf fünf Decks die Aufenthaltsräume und Kabinen der Besatzung, Kombüse, Messen und weitere Wirtschaftsräume. Während der Nutzung des Schiffes als Forschungs- und Vermessungsschiffs waren hier auch die für die Arbeiten nötigen Werkstätten und Arbeitsräume sowie Kabinen für das Forschungspersonal eingerichtet. Die Werkstätten und Arbeitsräume wurden im Zuge des Umbaus überwiegend durch weitere Kabinen ersetzt. An Bord war Platz für 60 Personen. Seit dem Umbau zum Wohnschiff verfügt das Schiff über 80 Kabinen für Arbeiter. Die Kabinen sind als Einzelkabinen ausgelegt, es besteht aber die Möglichkeit, durch Zusatzbetten bis zu 105 Personen unterzubringen. Neben einem Restaurant sowie verschiedenen Aufenthalts- und Freizeiträumen befinden sich drei Büros und ein Konferenzraum an Bord. Unterhalb des Deckshauses befindet sich der Maschinenraum.